# 1821
Évszázadok: 18. század – 19. század – 20. század
Évtizedek: 1770-es évek – 1780-as évek – 1790-es évek – 1800-as évek – 1810-es évek – 1820-as évek – 1830-as évek – 1840-es évek – 1850-es évek – 1860-as évek – 1870-es évek
Évek: 1816 – 1817 – 1818 – 1819 –  1820 – 1821 – 1822 – 1823 – 1824 – 1825 – 1826

## Események

### Határozott dátumú események
- február 22. Az USA megszerzi Floridát a spanyoloktól az Adams–Onís-egyezménnyel.[1]
- március 12. – Megnyitják Kolozsváron a Farkas utcai kőszínházat, a legelső magyar színházépületet.[2]
- április 6. (Julián-naptár szerint március 25.) – A görög szabadságharc kezdete. Germanosz patraszi metropolita megáldja a görög zászlót és a forradalomban részt vevőket.[3]
- június 19. (Julián-naptár szerint június 6.) – A drăgășani-i csatában(wd) az oszmán törökök vereséget mérnek a görög Philikí Etaireía forradalmi társaságra.[4]
- július 20. – Az óbudai zsinagóga ünnepélyes felszentelése.
- július 28. – José de San Martín elfoglalja Limát, ahol kikiáltják Peru függetlenségét.[5]
- november 28. – Panama kikiáltja függetlenségét Spanyolországtól.

### Határozatlan dátumú események
- az év folyamán –
  - Megszűnik a portugál inkvizíció.[6]
  - VI. János portugál király és udvara visszatér Rio de Janeiróból Portugáliába.[7] (A spanyolok és franciák között őrlődő királyi család 1807-ben keresett menedéket Brazíliában.)[8]

## Születések
- január 8. – James Longstreet az amerikai polgárháború konföderációs, déli erőinek egyik tábornoka († 1904)
- január 27. – Teleki Sándor 1848-49-es honvédezredes, a Petőfi Társaság tagja († 1892)
- január 30. – Dózsa Dániel királyi curiai bíró, költő († 1889)
- február 20. – Ráth Károly ügyvéd, Budapest első főpolgármestere († 1897)
- február 20. – Feszl Frigyes építész († 1884)
- február 20. – id. Storno Ferenc festő, építőművész, restaurátor, műgyűjtő († 1907)
- március 2. – Bérczy Károly író († 1867)
- március 3. – Andrássy Manó festőművész, karikaturista, műgyűjtő, az MTA tagja († 1891)
- március 19. – Bayer József Ágost honvéd ezredes, történetíró, katonai szakíró († 1864)
- március 21. – Molnár József festőművész († 1899)
- március 25. – Leövey Klára pedagógus, író, újságíró († 1897)
- március 29. – Karl Gustav Adolf Knies közgazdász, a német történeti iskola képviselője, az MTA tagja († 1898)
- március 29. – Lumniczer Sándor sebész, egyetemi tanár († 1892)
- április 1. – Louis-Adolphe Bertillon francia statisztikus, mikológus († 1883)
- április 9. – Charles Baudelaire francia költő († 1867)
- május 14. – Habsburg–Tescheni Frigyes Ferdinánd főherceg osztrák főherceg, Károly főherceg harmadik fia, altengernagy, 1844-től a császári-királyi haditengerészet főparancsnoka († 1847)
- május 17. – Sebastian Kneipp természetgyógyász († 1897)
- június 2. – Gelich Richárd katonatiszt, katonai szakíró († 1899)
- augusztus 12. – Királyi Pál újságíró, publicista, politikus(† 1892)
- szeptember 14. – Szelestey László költő († 1875)
- október 24. – Aschermann Ferenc honvéd ezredes († 1893)
- november 11. – Fjodor Mihajlovics Dosztojevszkij orosz író († 1881)
- december 12. – Gustave Flaubert francia író († 1880)
- november 23. – Bartalus István magyar zenetörténész, népdalgyűjtő, az MTA levelező tagja († 1899)
- november 24. – Joannovics György politikus, nyelvész, újságíró, az MTA tagja († 1909)
- november 24. – Sárközy Soma ügyvéd, 1848–49-es vértanú († 1853)
- december 4. – Ernst Wilhelm Leberecht Tempel német csillagász, litográfus († 1889)
- december 21. – Borsos József, festőművész, fényképész († 1883)

## Halálozások
- február 19. – Mailáth György királyi személynök és a királyi ítélőtábla elnöke (* 1752)
- február 23. – John Keats angol romantikus költő (* 1795)
- március 24. – Teleki László gróf, író, költő, politikus (* 1764)
- május 5. – I. Napóleon[9] (* 1769)
- november 9. – Michael Conrad von Heydendorf magyar királyi tanácsos és polgármester (* 1730)
- december 1. – Kovachich Márton György jogtörténész, könyvtáros, forráskutató (* 1744)